# Black Coffee (1973)
Black Coffee ist ein deutscher Kriminalfilm und eine Fernseh-Adaption des gleichnamigen Theaterstücks von Agatha Christie.

## Handlung
Der Erfinder Lord Amery hat eine neue chemische Formel entwickelt, mit der sich sehr viel Geld verdienen ließe. Doch während eines Dinners mit seiner Familie wird die Formel aus dem Tresor in seinem Arbeitszimmer gestohlen.
Als nach dem Dinner in der Bibliothek der Kaffee serviert wird, klagt Lucia über Kopfschmerzen. Darauf holt Barbara eine Hausapotheke von einem Regal herunter. Dr. Carelli informiert die anderen, dass sich darin auch sehr starke, bei Überdosierung tödliche Schmerzmittel befinden. Lucia entnimmt heimlich einige Tabletten und löst sie in einer der Kaffeetassen auf, achtet jedoch darauf, dass Lord Amery eine andere Tasse gebracht wird.
Der Lord hat einen Plan, den Dieb der Formel ausfindig zu machen: Er lässt die Türen zur Bibliothek von außen absperren. Punkt neun Uhr werden für kurze Zeit alle Lichter gelöscht, damit der Dieb unerkannt die Formel wieder auf den Tisch legen kann. Falls er das nicht tut, wird der Detektiv Hercule Poirot mit dem Fall betraut, der bereits auf dem Weg zum Schloss des Lords ist.
Als das Licht wieder angeht, liegt ein leerer Umschlag ohne die Formel auf dem Tisch, und der Lord sitzt tot in seinem Sessel. Der Hausarzt des Lords, Dr. Graham, stellt eine Vergiftung fest, weshalb Poirot und sein Assistent Hastings nun untersuchen, wer den Lord umgebracht haben könnte. Folgende in der Bibliothek anwesende Personen kommen in Frage:
- Caroline, die Schwester von Lord Amery
- Richard, sein Sohn
- dessen Frau Lucia, eine Italienerin
- der italienische Arzt Dr. Carelli, den Lucia aus Italien kennt und der am Nachmittag überraschend zu Besuch kam
- Raynor, der Privatsekretär des Lords
- Barbara, Lord Amerys Nichte

Wie sich bei Poirots Befragungen am nächsten Tag herausstellt, wollte Lucia sich selbst vergiften, da sie von Dr. Carelli erpresst wurde: Carelli wusste, dass Lucia nicht, wie sie behauptete, eine Waise ist, sondern die Tochter einer berüchtigten italienischen „Lebedame“ von schlechtem Ruf. Er drohte, das Geheimnis um diese Herkunft zu enthüllen, wenn Lucia ihm nicht die Formel ihres Schwiegervaters beschaffen könne. Er besorgt ihr ein Duplikat des Tresorschlüssels, sie traut sich aber nicht und wirft, als das Licht gelöscht wird, den Schlüssel von sich.
Lucias Mann Richard war zunächst eifersüchtig auf Carelli. Dann aber versprach er Lucia, Geld zu besorgen und mit ihr auszuwandern, worauf sie neue Hoffnung schöpfte und den bereits vergifteten Kaffee nicht trank.
Um die Ereignisse zu rekonstruieren, lässt Poirot sich von Caroline genau wiedergeben, welche Geräusche sie hörte, während das Licht gelöscht war. Zudem stellt er fest, dass die Hausapotheke sauber ist, während das Regal, auf dem sie stand, sehr staubig ist. Daher muss sie schon vorher heruntergenommen worden sein, und eine zweite Person hat Gift entnommen. Bei der Befragung des Sekretärs Raynor lässt Poirot sich einen Whisky einschenken, vertauscht ihn aber heimlich mit einem von Hastings bereitgehaltenen Glas. Poirot täuscht eine Vergiftung vor und bringt Raynor dazu, sich zu verraten: Er hatte schon vor Lucia Tabletten aus der Hausapotheke entnommen, von denen er einige in Lord Amerys Kaffee auflöste und einige nun in Poirots Whisky.

## Produktion
Der Film wurde vom ZDF im Studio Hamburg gedreht und am 3. August 1973 zum ersten Mal ausgestrahlt. Am 19. Oktober 2012 erschien der Film in der Reihe Straßenfeger auf DVD, produziert von Studio Hamburg Enterprises.

## Rezeption
„Solide ist die Geschichte allemal, lässt aber die Komplexität späterer Fälle vergessen – allein schon deshalb, weil hier ja alles auf der Bühne gezeigt werden musste, was manche der absurden Tatvorgänge anderer Werke unmöglich macht. Seinen Theaterursprung sieht man dem Film dann auch zu jeder Zeit an: Die gesamte Haupthandlung spielt sich innerhalb des Anwesens ab, große Variation gibt es da nicht. Aufgelockert werden die Szenen aber durch gelegentliche Außenaufnahmen, vor allem jedoch durch eine dynamische Kamera. Im Gegensatz zu der drei Jahre zuvor ebenfalls vom ZDF produzierten Fernsehaufführung von Mord im Pfarrhaus ist das Poirot-Gegenstück daher zumindest anschaubar, ohne dass einem angesichts der starren Bilder ständig die Augen zufallen. [...] Die deutsche Version des Hercule-Poirot-Theaterstücks ist dank [...] einer brauchbaren Besetzung deutlich gefälliger als andere TV-Adaptionen. Der Fall selbst ist jedoch nicht mehr als Durchschnitt, außerdem wurden die Eigenheiten des belgischen Meisterdetektivs hier völlig vernachlässigt.“